# Vrbové
Vrbové (deutsch Vrbau beziehungsweise modernisiert Werbau, ungarisch Verbó) ist eine Stadt im Westen der Slowakei.

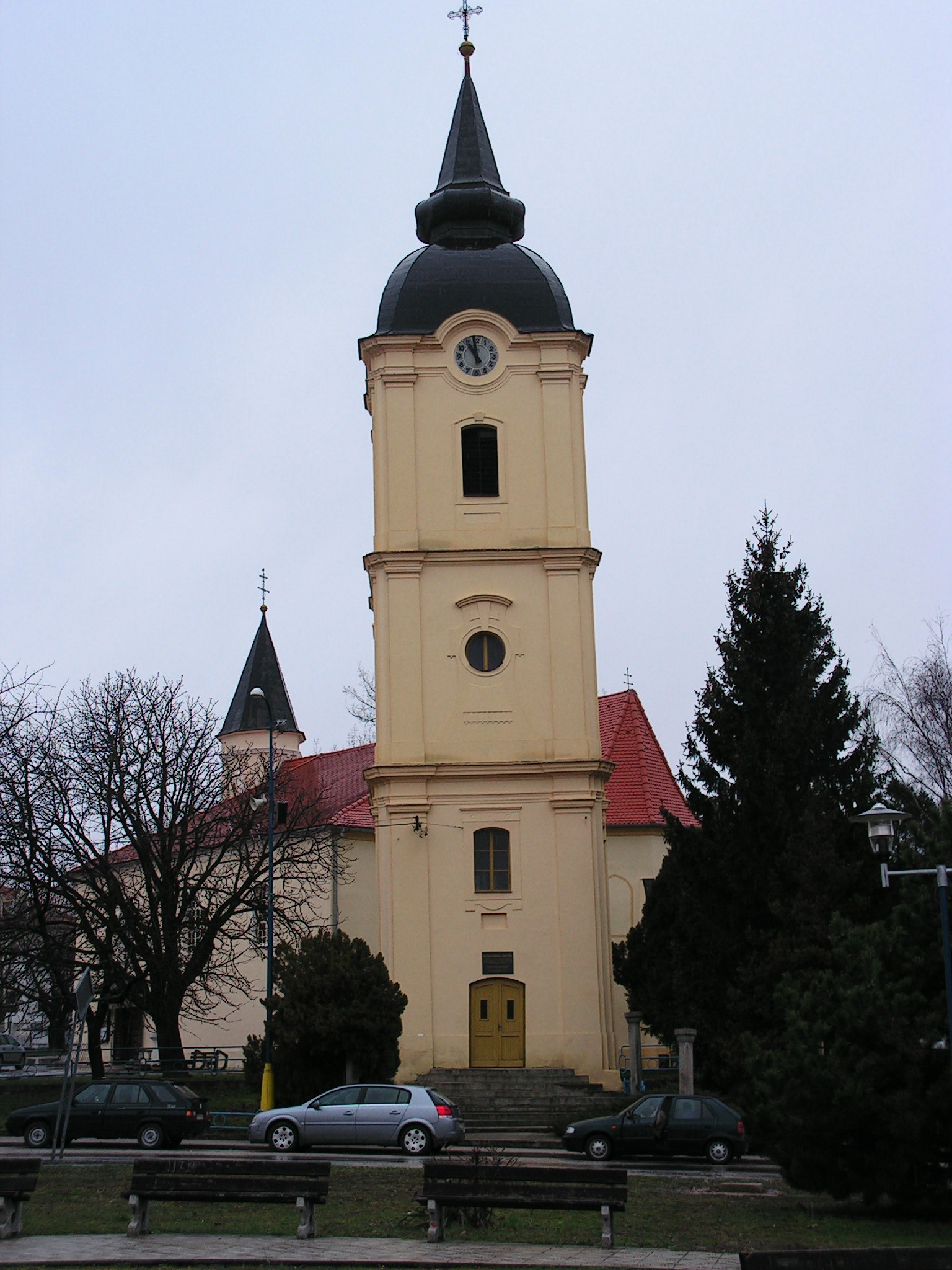
Der schiefe Turm von Vrbové

## Lage und Geschichte
Vrbové liegt im Donauhügelland am Flüsschen Holečka am Fuße der Kleinen Karpaten, 10 km von Piešťany und 31 km von Trnava entfernt. Die Stadt wurde 1332 zum ersten Mal erwähnt und gehörte zum Herrschaftsgut von Burg Čachtice.

## Bevölkerung
| Jahr                | 1994 | 2004    | 2014    | 2024    |
| ------------------- | ---- | ------- | ------- | ------- |
| Anzahl der Personen | 6162 | 6300    | 6091    | 5554    |
| Unterschied         |      | +2,23 % | −3,31 % | −8,81 % |

| Jahr                | 2023 | 2024    |
| ------------------- | ---- | ------- |
| Anzahl der Personen | 5597 | 5554    |
| Unterschied         |      | −0,76 % |

## Sehenswürdigkeiten
Zu den Sehenswürdigkeiten gehören der schiefe Turm (Abweichung 99 cm), die Pfarrkirche des Heiligen Martin (ältestes erhaltenes Gebäude der Stadt), die Kirche des Heiligen Gorazd, die Kurie des Moritz Benjowski und eine Synagoge. Nordwestlich der Stadt befindet sich der kleine Čerenec-Stausee.

## Einwohner
Laut der Volkszählung von 2001 waren von 6249 Einwohnern 98,75 % Slowaken und 0,59 % Tschechen. Dominierende Konfession war mit 75,48 % die römisch-katholische, gefolgt von der evangelischen mit 10,67 %. 10,80 % der Einwohner machten keine Angabe.

## Söhne und Töchter der Stadt
- Moritz Benjowski (1741/46–1786), Abenteurer, Weltreisender, Schriftsteller, Militär und König von Madagaskar
- David Hoffmann (1843–1921), jüdischer Gelehrter
- Pavol Jantausch (1870–1947), Apostolischer Administrator im römisch-katholischen Erzbistum Trnava
- Jozef Adamec (1942–2018), Fußballspieler und Trainer